# Železniční stanice Binjamina

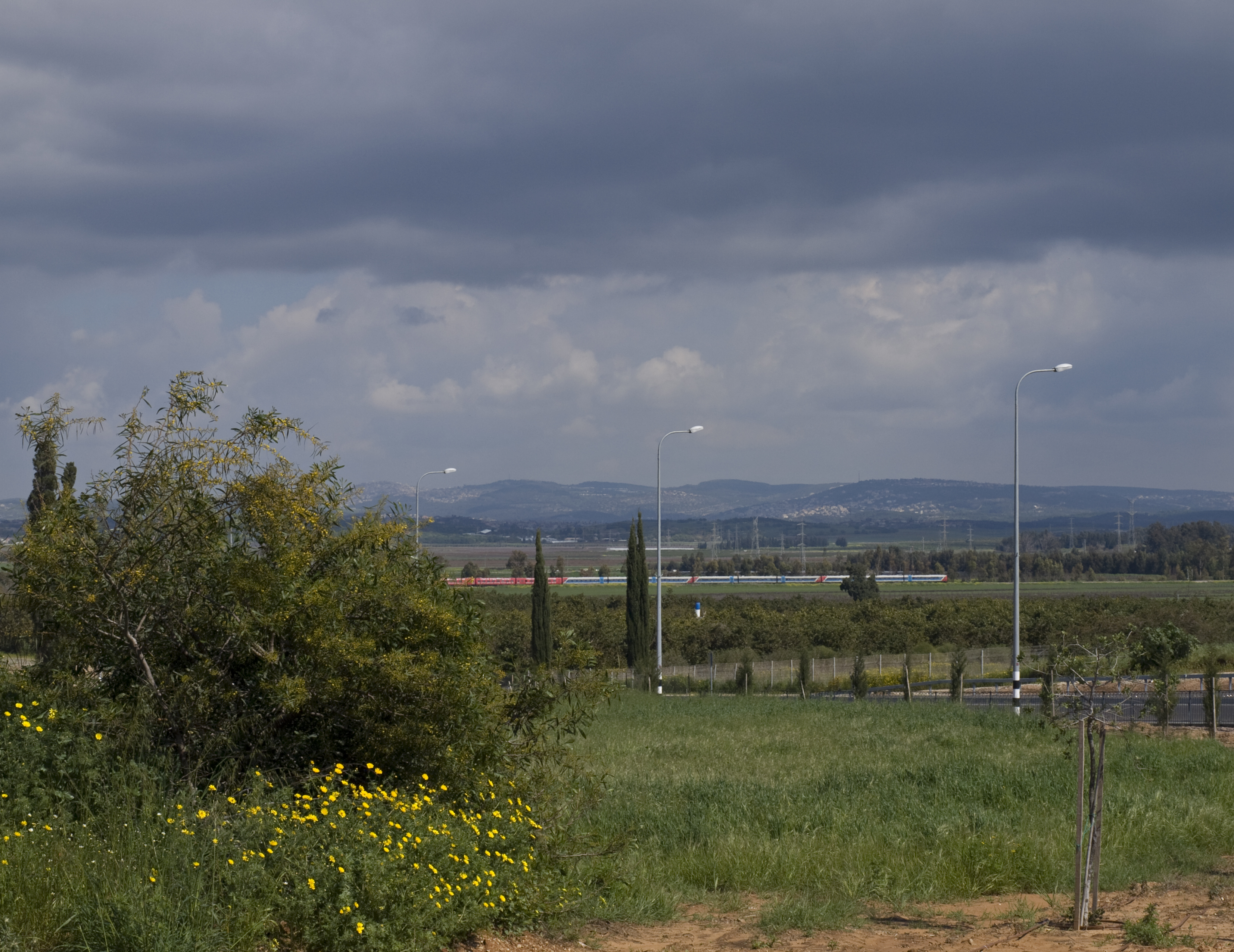
Vlak přibližující se k železniční stanici od jihu

Železniční stanice Binjamina (hebrejsky: תחנת הרכבת בנימינה‎, Tachanat ha-rakevet Binjamina) je železniční stanice na pobřežní železniční trati v Izraeli.
Leží na severu Izraele ve městě Binjamina, které je oficiálně součástí obce Binjamina-Giv'at Ada, necelých 5 kilometrů od břehu Středozemního moře v nadmořské výšce okolo 20 metrů. Je situována do ulice Derech ha-Mesila (lokální silnice číslo 652) v jižní části obce. Jde o zemědělskou ale hustě osídlenou oblast. Zhruba 3 kilometru na západ stojí město Or Akiva, 5 kilometrů na sever je to město Zichron Ja'akov. Trať se zde poněkud odklání od mořského pobřeží a od pobřežní dálnice číslo 2.
Je obsluhována autobusovými linkami společnosti Egged. K dispozici jsou parkovací místa pro automobily, prodejní stánky, automaty na nápoje, bankomat a veřejný telefon.